# DUEWAG
La DUEWAG (abbreviazione di Düsseldorfer Waggonfabrik) era un'industria meccanica tedesca, specializzata nella costruzione di materiale rotabile ferro-tranviario.

## Storia
Fu fondata nel 1898 a Uerdingen (oggi quartiere di Krefeld) con il nome di Waggon-Fabrik AG, Uerdingen, e fu attiva sin dall'inizio nella costruzione di materiale ferroviario. Nel 1916 fu aperto un secondo stabilimento a Düsseldorf, specializzato nella costruzione di vetture tranviarie.
Nel 1935 la Uerdingen acquisì la maggioranza delle azioni della Düsseldorfer Waggonfabrik (o DÜWAG), produttrice di rotabili tranviari, incorporata nel 1959. Vennero mantenuti i due marchi, entrambi molto noti: Uerdingen per il materiale ferroviario, DÜWAG per quello tranviario.
In questo periodo l'azienda costruì due prodotti di enorme successo: lo Schienenbus serie VT 95 e VT 98 per la Deutsche Bundesbahn, e la vettura tranviaria Duewag-Einheitswagen. Nel settore tranviario della Germania Ovest, la DUEWAG operava in pratica in regime di monopolio.
Nel 1981 i due marchi furono abbandonati e sostituiti dalla nuova dicitura DUEWAG.
Dal 1990 la DUEWAG fu controllata dalla Siemens; il marchio DUEWAG scomparve nel 2000, e da quel momento i rotabili prodotti a Düsseldrof o Krefeld sono marchiati Siemens.